# Metaprotus asuridia
Metaprotus asuridia is een vlinder uit de familie van de Simaethistidae. De wetenschappelijke naam van de soort is voor het eerst geldig gepubliceerd in 1886 door Butler.